# Maximiliano Lemos
Pablo Maximiliano Lemos Merladett (Rivera, Departamento de Rivera, Uruguay, 17 de diciembre de 1993) es un futbolista uruguayo. Juega como mediocentro y su equipo actual es el Comerciantes FC de la Liga 2 de Perú.

## Trayectoria
Maximiliano Lemos comenzó su carrera en las inferiores de Defensor, a las cuales se unió en 2009. Posteriormente, cuando transcurría el año 2014, se trasladó a Juventud de Las Piedras. En ese club, bajo las órdenes de Jorge Giordano, realizó su debut el 30 de mayo de 2015 durante el empate de 0 a 0 contra Nacional. También debutó ese año en la Copa Sudamericana contra Real Potosí. 
En 2017 tuvo un breve paso por Villa Teresa, pero luego de seis meses retornó a Juventud de Las Piedras. 
El 4 de enero de 2018 se anunció su fichaje por Alianza Lima por toda la temporada 2018. Su primer gol con la mica grone lo hace en el empate a 2 Ante Sporting Cristal.
Para el 2019 ficha por el Deportivo Maldonado, regresando así a su país. Su mejor temporada hasta el momento la pasó en Club Atlético Rentistas, donde se convirtió en titular del equipo y marcó 5 goles en su haber, considerado además que es mediocampista neto.
En el 2024 fichó por Comerciantes FC para afrontar Liga 2 del Perú. Se quedó a un paso del ascenso al perder por penales ante Juan Pablo II Collegue en semefinales de los Play Off. Fue uno de los mejores jugadores del plantel.

## Estadísticas

### Clubes
Actualizado al último partido disputado el 27 de noviembre de 2023.
| Juventud · Uruguay |               |               |     |    |    |    |    |    |     |      |      |
| 1.ª | 2015          | 1             | 0   | -- | -- | 2  | 0  | 3  | 0   | 0    |      |
| 1.ª | 2016          | 16            | 1   | -- | -- | -- | -- | 16 | 1   | 0.06 |      |
| Villa Teresa · Uruguay |               |               |     |    |    |    |    |    |     |      |      |
| 2.ª | 2017          | 12            | 0   | -- | -- | -- | -- | 12 | 0   | 0.0  |      |
| Total club | Total club    | 12            | 0   | -- | -- | -- | -- | 12 | 0   | 0.0  |      |
| Juventud · Uruguay |               |               |     |    |    |    |    |    |     |      |      |
| 1.ª | 2017          | 11            | 1   | -- | -- | -- | -- | 11 | 1   | 0.09 |      |
| Total club | Total club    | 28            | 2   | -- | -- | 2  | 0  | 30 | 2   | 0.07 |      |
| Alianza Lima · Perú |               |               |     |    |    |    |    |    |     |      |      |
| 1.ª | 2018          | 36            | 3   | -- | -- | 4  | 0  | 40 | 3   | 0.08 |      |
| Total club | Total club    | 36            | 3   | -- | -- | 4  | 0  | 40 | 3   | 0.08 |      |
| Deportivo Maldonado · Uruguay |               |               |     |    |    |    |    |    |     |      |      |
| 1.ª | 2019          | 15            | 0   | -- | -- | -- | -- | 15 | 0   | 0    |      |
| Total club | Total club    | 15            | 0   | -- | -- | -- | -- | 15 | 0   | 0    |      |
| Rentistas · Uruguay |               |               |     |    |    |    |    |    |     |      |      |
| 1.ª | 2020          | 36            | 5   | -- | -- | -- | -- | 36 | 5   | 0.14 |      |
| Total club | Total club    | 36            | 5   | -- | -- | -- | -- | 36 | 5   | 0.14 |      |
| Danubio · Uruguay |               |               |     |    |    |    |    |    |     |      |      |
| 1.ª | 2021          | 14            | 0   | -- | -- | -- | -- | 14 | 0   | 0.0  |      |
| Total club | Total club    | 14            | 0   | -- | -- | -- | -- | 14 | 0   | 0.0  |      |
| Miramar Misiones · Uruguay |               |               |     |    |    |    |    |    |     |      |      |
| 2.ª | 2022          | 23            | 0   | 1  | 0  | -- | -- | 24 | 0   | 0    |      |
| Total club | Total club    | 23            | 0   | 1  | 0  | -- | -- | 24 | 0   | 0    |      |
| Libertad Gran Mamoré · Bolivia |               |               |     |    |    |    |    |    |     |      |      |
| 1.ª | 2023          | 25            | 5   | 6  | 1  | -- | -- | 31 | 6   | 0.19 |      |
| Total club | Total club    | 25            | 5   | 6  | 1  | -- | -- | 31 | 6   | 0.19 |      |
| Comerciantes F. C. · Perú |               |               |     |    |    |    |    |    |     |      |      |
| 2.ª | 2024          | --            | --  | -- | -- | -- | -- | -- | --  | --   |      |
| Total club | Total club    | --            | --  | -- | -- | -- | -- | -- | --  | --   |      |
| Total carrera | Total carrera | Total carrera | 189 | 15 | 7  | 1  | 6  | 0  | 202 | 16   | 0.08 |
| (1) Incluye datos de Copa AUF Uruguay. (2) Incluye datos de Copa Libertadores y Copa Sudamericana. (3) No incluye goles en partidos amistosos. |               |               |     |    |    |    |    |    |     |      |      |